# Top Model Sverige (mùa 2)
Top Model Sverige, Mùa 2 là mùa thứ hai của chương trình truyền hình thực tế Thụy Điển. Trong đó một số phụ nữ tranh tài danh hiệu Top Model Sverige và một cơ hội để bắt đầu sự nghiệp của họ trong ngành người mẫu.
Sau 5 năm vắng bóng, chương trình quay lại với host mới của chương trình là Izabella Scorupco cùng với 2 vị giám khảo mới là stylist Jonas Hallberg và tổng giám đốc của Next Model Management, Alexis Borges.
Các thí sinh đã sinh sống và thi đấu tại Los Angeles là nơi được đặt cho cuộc thi. Ngoài ra, còn có 1 điểm đến quốc tế nữa là Berlin dành cho top 2
Người chiến thắng của cuộc thi này là Alice Herbst, 18 tuổi từ Spånga. Giải thưởng của cô bao gồm: 1 hợp đồng người mẫu với Next Model Management ở Los Angeles, lên trang bìa tạp chí Elle và 1 chiếc Mercedes Benz trị giá 225.000kr.

## Các thí sinh
(Tuổi tính từ ngày dự thi)
| Thí sinh               | Tuổi | Chiều cao              | Quê quán   | Bị loại ở | Hạng |
| ---------------------- | ---- | ---------------------- | ---------- | --------- | ---- |
| Linnéa Melander        | 24   | 1,77 m (5 ft 9+1⁄2 in) | Stockholm  | Tập 2     | 11   |
| Ivana Komso            | 21   | 1,76 m (5 ft 9+1⁄2 in) | Eskilstuna | Tập 2     | 10   |
| Sophie Angner          | 21   | 1,74 m (5 ft 8+1⁄2 in) | Stockholm  | Tập 3     | 9    |
| Jamilla Idris          | 18   | 1,72 m (5 ft 7+1⁄2 in) | Stockholm  | Tập 4     | 8    |
| Jenny Hammarlund       | 18   | 1,80 m (5 ft 11 in)    | Falköping  | Tập 5     | 7    |
| Victoria Eriksson      | 22   | 1,75 m (5 ft 9 in)     | Stockholm  | Tập 6     | 6    |
| Sibel Kara             | 23   | 1,77 m (5 ft 9+1⁄2 in) | Gothenburg | Tập 7     | 5    |
| Nina Strauss           | 18   | 1,74 m (5 ft 8+1⁄2 in) | Lidingö    | Tập 8     | 4    |
| Rebecka Skiöld-Nielsen | 17   | 1,74 m (5 ft 8+1⁄2 in) | Norrköping | Tập 9     | 3    |
| Klara Kassman          | 17   | 1,84 m (6 ft 1⁄2 in)   | Kärrtorp   | Tập 11    | 2    |
| Alice Herbst           | 18   | 1,78 m (5 ft 10 in)    | Spånga     | Tập 11    | 1    |

## Các tập

### Tập 1
Khởi chiếu: 31 tháng 1 năm 2012
24 thí sinh bán kết được gặp nhau tại nhà hàng Operakällaren để bắt đầu cuộc thi. Sau đó, họ được gặp giám khảo Jonas và anh đã yêu cầu từng người một hãy dự đoán xem ai có khả năng chiến thắng cuộc thi cao nhất. Các cô gái sau đó đã có thử thách đầu tiên là trang điểm gương mặt mình và thay đồ trong 5 phút để chuẩn bị cho buổi chụp hình đầu tiên của mình.
Ngày hôm sau, họ được biết kết quả của mình từ buổi chụp hình ngày hôm qua, kết quả là 20 cô gái đã vượt qua được thử thách. Sau đó, họ đã có một buổi phỏng vấn với ban giám khảo cùng với giám khảo khách mời là Andreas Halldén và Gunilla Pontén. Vào buổi đánh giá đầu tiên, 10 cô gái đã được chọn và sẽ bước vào cuộc thi. Sau đó, Izabella thông báo với 10 cô gái chung cuộc là họ sẽ được đến Los Angeles để thi đấu.
- Nhiếp ảnh gia: Emma Svensson
- Khách mời đặc biệt: Andreas Halldén, Gunilla Pontén

### Tập 2
Khởi chiếu: 7 tháng 2 năm 2012
10 cô gái đã được đưa tới Los Angeles và ngay sau khi đáp xuống sân bay, họ đã gặp Jonas và anh đã gây sốc cho các cô gái khi một trong số họ sẽ phải quay về nhà. Sau đó, họ đã cùng Jonas gặp Izabella và đã có thử thách chụp hình trong phong cách cá nhân với những gì họ có trong hành lí của mình. Izabella sau đó đưa cho các cô gái 1 chiếc phong bì và có một chiếc là có chứa vé bay về nhà và Linnéa là người sẽ phải bay về nhà. 9 cô gái còn lại sau đó được di chuyển tới ngôi nhà chung của mình.
Ngày hôm sau, các cô gái nhận được bất ngờ khi họ sẽ có thêm một thí sinh thi đấu nữa là Rebecka. Sau đó, họ đã có thử thách trình diễn thời trang cho nhà thiết kế Ina Soltani, trong khi họ sẽ phải đi trên sàn diễn bằng giày patanh, Jamilla chiến thắng thử thách và nhận được một bộ trang phục từ Ina Soltani trị giá 5.000$. Các cô gái sau đó được đưa tới đại lộ danh vọng Hollywood cho buổi chụp hình tiếp theo hóa thân thành người nổi tiếng. Vào buổi đánh giá ngày hôm sau với sự xuất hiện của giám khảo khách mời là Ina Soltani, Jamilla được gọi tên đầu tiên còn Ivana là thí sinh tiếp theo bị loại.
- Nhiếp ảnh gia: James Cant
- Khách mời đặc biệt: Ina Soltani

### Tập 3
Khởi chiếu: 14 tháng 2 năm 2012
9 cô gái còn lại được đưa tới tiệm salon Estetica để nhận diện mạo mới. Ngày hôm sau, họ đã có buổi chụp hình tiếp theo cho mascara của Maybelline, lần này họ sẽ được hóa thân thành những nữ điệp viên hành động trong khi phải tạo dáng theo nhóm.
Vào buổi đánh giá ngày tiếp theo với sự xuất hiện của giám khảo khách mời là Linda Mehrens, Jenny được gọi tên đầu tiên và sẽ được xuất hiện trong chiến dịch quảng cáo cho Maybelline trị giá 100.000kr, còn Sophie là thí sinh tiếp theo bị loại.
- Nhiếp ảnh gia: Beiron Andersson
- Khách mời đặc biệt: Corinne Henriksson, Linda Mehrens

### Tập 4
Khởi chiếu: 21 tháng 2 năm 2012
8 cô gái còn lại được đưa tới phòng học nhảy The Dance Doctor cho một buổi học nhảy krumping từ vũ công Christopher "Lil' C" Toler, trước khi họ sẽ được bắt cặp với nhau cho thử thách nhảy krumping trên đường phố. Kết quả là Nina & Sibel chiến thắng thử thách và họ sẽ được một bữa tối với 2 người mẫu nam từ Next Model Management.
Ngày hôm sau, họ được đưa tới bệnh viện bỏ hoang Linda Vista cho buổi chụp hình tiếp theo hóa thân thành những thây ma trong bệnh viện. Vào buổi đánh giá ngày tiếp theo với sự xuất hiện của giám khảo khách mời là Janice Dickinson, Victoria được gọi tên đầu tiên còn Jamilla là thí sinh tiếp theo bị loại.
- Nhiếp ảnh gia: Janice Dickinson
- Khách mời đặc biệt: Christopher Toler

### Tập 5
Khởi chiếu: 28 tháng 2 năm 2012
7 cô gái còn lại đã có một buổi học trang điểm trước khi họ có thử thách trang điểm trong thời gian giới hạn, Alice chiến thắng thử thách và nhận được một chuyến đi cho 2 người tới New York từ Maybelline. Ngày hôm sau, họ được đưa tới cửa hàng thủy cung Living Art Aquatic Design cho buổi chụp hình tiếp theo hóa thân thành người cá với mái tóc dài, trong khi họ sẽ khỏa thân và phải tạo dáng bên trong một cái bể nước.
Vào buổi đánh giá ngày tiếp theo với sự xuất hiện của giám khảo khách mời là Christopher Toler, Jenny đã gây thất vọng cho ban giám khảo khi cô không muốn có sự nghiệp người mẫu nên Izabella sau đó đã gọi Victoria xuống đứng chung với Jenny, đồng nghĩa với việc cả 2 đều rơi vào cuối bảng. Kết quả là Jenny là thí sinh tiếp theo bị loại.
- Nhiếp ảnh gia: Ty Watkins
- Khách mời đặc biệt: Christopher Toler

### Tập 6
Khởi chiếu: 6 tháng 3 năm 2012
6 cô gái còn lại được đưa tới cửa hàng quần áo Iguana Vintage Clothing cho thử thách phối đồ theo phong cách cổ điển theo cặp, Victoria chiến thắng thử thách và sẽ được tham dự một buổi nhạc rock. Ngày hôm sau, họ được đưa tới hoang mạc Mojave cho buổi chụp hình tiếp theo với những động vật bò sát. Trong khi các cô gái khác đều không gặp vấn đề gì với bạn diễn của mình, thì Rebecka đã từ chối cầm bạn diễn của mình trên tay nên cô đã thực hiện buổi chụp hình với bạn diễn để trong hộp.
Vào buổi đánh giá ngày hôm sau với sự xuất hiện của giám khảo khách mời là Beiron Andersson, các cô gái đã được thử thách khi họ phải tự tạo phụ kiện bằng một chiếc khăn quàng. Kết quả là Sibel được gọi tên đầu tiên còn Victoria là thí sinh tiếp theo bị loại.
- Nhiếp ảnh gia: Beiron Andersson
- Khách mời đặc biệt: Erin Hagstrom

### Tập 7
Khởi chiếu: 13 tháng 3 năm 2012
5 cô gái còn lại đã có một buổi phỏng vấn với James Walsh từ Next Model Management, mà không biết rằng đây chính là thử thách tiếp theo kiểm tra cách xử lý của họ khi đối mặt với lời chỉ trích. Kết quả là Nina chiến thắng thử thách và nhận được 1 túi quà từ sản phẩm tóc Matrix trị giá 10.000kr. Quay về ngôi nhà chung, Izabella đến thăm các cô gái và từng người một đã có một buổi nói chuyện riêng với cô.
Ngày hôm sau, họ được đưa tới bãi biển cho buổi chụp hình tiếp theo trong thiết kế haute couture của nhà thiết kế Lars Wallin, trong khi họ sẽ phải tạo dáng cùng với 2 người mẫu nam khỏa thân. Vào buổi đánh giá ngày tiếp theo với sự xuất hiện của giám khảo khách mời là Lars Wallin, Klara được gọi tên đầu tiên nên sẽ nhận được một bộ trang sức từ bộ sưu tập Roxanne của nhà thiết kế Lars Wallin, còn Sibel là thí sinh tiếp theo bị loại.
- Nhiếp ảnh gia: Bell Soto
- Khách mời đặc biệt: James Walsh, Lars Wallin

### Tập 8
Khởi chiếu: 20 tháng 3 năm 2012
4 cô gái còn lại được đưa tới rạp kịch McCadden cho một buổi học diễn xuất từ diễn viên Joy Rinaldi, trước khi có thử thách diễn xuất với diễn viên Gary Dourdan, Klara chiến thắng thử thách và nhận được 1 túi quà từ Maybelline trị giá 10.000kr.
Ngày hôm sau, họ đã được đánh thức dậy sớm cho một buổi tập thể lực. Sau đó, họ được đưa tới cửa hàng xe Mercedes Benz cho buổi chụp hình tiếp theo hóa thân thành những bà mẹ thời trang, trong khi họ sẽ phải tạo dáng cùng với một đứa bé. Vào buổi đánh giá ngày tiếp theo với sự xuất hiện của giám khảo khách mời là Christian Audigier, Alice được gọi tên đầu tiên còn Nina là thí sinh tiếp theo bị loại.
- Nhiếp ảnh gia: Brian Higbee
- Khách mời đặc biệt: Joy Rinaldi, Gary Dourdan, Strom Newton, Christian Audigier

### Tập 9
Khởi chiếu: 27 tháng 3 năm 2012
3 cô gái còn lại được tham dự một bữa tiệc cho rượu Xanté Spirit, mà không biết rằng là họ đang bị theo dõi bởi Jonas, tổng giám đốc của Xanté Spirit, Adele Robberstad, và một vài người khác để kiểm tra tính chuyên nghiệp của họ. Klara chiến thắng thử thách và sẽ được xuất hiện trong chiến dịch quảng cáo cho Xanté Spirit. Ngày hôm sau, họ được đưa tới quản lí người mẫu Next Model Management cho một buổi casting tại 3 nơi: Joey Showroom, Frankie B. và nhà thiết kế Elle Macpherson. Kết quả là Klara chiến thắng thử thách và nhận được 1 túi quà từ Frankie B. trị giá 1000$.
Ngày tiếp theo, họ được đưa tới trung tâm thể dục dụng cụ Cirque School cho buổi chụp hình tiếp theo cho đôi giày Reebok EasyTone, trong khi họ sẽ được sơn quần áo lên người và phải tạo dáng trong khi giữ thăng bằng trên dây. Vào buổi đánh giá ngày hôm sau, Alice là thí sinh vào chung kết đầu tiên, Klara là thí sinh tiếp theo còn Rebecka là thí sinh cuối cùng bị loại.
- Nhiếp ảnh gia: Justin Monroe
- Khách mời đặc biệt: Adele Robberstad, Bianca Nero, Catherine Ledner, Daniella Clarke

### Tập 10
Khởi chiếu: 3 tháng 4 năm 2012
Đây là tập ghi lại khoảnh khắc của chương trình từ đầu cuộc thi. Chương trình còn chiếu thêm những cảnh chưa được tiết lộ của chương trình.

### Tập 11
Khởi chiếu: 10 tháng 4 năm 2012
Alice và Klara được đưa tới Milk Studio cho buổi chụp hình cuối cùng cho ảnh bìa tạp chí Elle. Quay về ngôi nhà chung, họ đã bất ngờ khi biết rằng họ sẽ được đến Berlin cho buổi trình diễn thời trang cuối cùng tại Mercedes-Benz Fashion Week. Ngày hôm sau, họ đã thu dọn đồ đạc để rời khỏi ngôi nhà chung trước khi được đưa tới Berlin.
Ngày tiếp theo, họ đã có một ngày thư giãn tại Berlin và đã có một buổi tối đi xem trình diễn thời trang của Mercedes-Benz Fashion Week cùng với Jonas. Ngày hôm sau, họ đã có buổi trình diễn thời trang cuối cùng cho Beautyberry của nhà thiết kế Wang Yutao tại Mercedes-Benz Fashion Week. Vào buổi đánh giá cuối cùng khi cả 2 trở về Stockholm với sự xuất hiện của giám khảo khách mời là Hermine Coyet-Ohlén, Alice đã trở thành quán quân thứ hai của Top Model Sverige
- Nhiếp ảnh gia: Sheryl Nields
- Khách mời đặc biệt: Hermine Coyet-Ohlén

## Thứ tự gọi tên
| Thứ tự | Tập      | Tập      | Tập      | Tập      | Tập                            | Tập      | Tập     | Tập     | Tập     | Tập   | Tập |
| Thứ tự | 1        | 2        | 3        | 4        | 5                              | 6        | 7       | 8       | 9       | 11    |     |
| ------ | -------- | -------- | -------- | -------- | ------------------------------ | -------- | ------- | ------- | ------- | ----- | --- |
| 1      | Jenny    | Jamilla  | Jenny    | Victoria | Alice Klara Nina Rebecka Sibel | Sibel    | Klara   | Alice   | Alice   | Alice |     |
| 2      | Linnéa   | Klara    | Klara    | Rebecka  | Alice Klara Nina Rebecka Sibel | Klara    | Nina    | Rebecka | Klara   | Klara |     |
| 3      | Alice    | Sibel    | Alice    | Jenny    | Alice Klara Nina Rebecka Sibel | Nina     | Rebecka | Klara   | Rebecka |       |     |
| 4      | Jamilla  | Nina     | Rebecka  | Nina     | Alice Klara Nina Rebecka Sibel | Alice    | Alice   | Nina    |         |       |     |
| 5      | Ivana    | Jenny    | Jamilla  | Alice    | Alice Klara Nina Rebecka Sibel | Rebecka  | Sibel   |         |         |       |     |
| 6      | Victoria | Alice    | Nina     | Sibel    | Victoria                       | Victoria |         |         |         |       |     |
| 7      | Klara    | Sophie   | Victoria | Klara    | Jenny                          |          |         |         |         |       |     |
| 8      | Sophie   | Victoria | Sibel    | Jamilla  |                                |          |         |         |         |       |     |
| 9      | Nina     | Rebecka  | Sophie   |          |                                |          |         |         |         |       |     |
| 10     | Sibel    | Ivana    |          |          |                                |          |         |         |         |       |     |
| 11     |          | Linnéa   |          |          |                                |          |         |         |         |       |     |

     Thí sinh bị loại trước phòng đánh giá
     Thí sinh bị loại
     Thí sinh chiến thắng cuộc thi
- Ở tập 2, Linnéa bị loại sau phần chụp ảnh tại sân bay LAX. Sau đó, Rebecka tham gia vào cuộc thi.
- Ở tập 5, chỉ có hai người cuối bảng được gọi tên khiến cho các thí sinh khác an toàn mà không cần gọi tên.
- Tập 10 là tập ghi lại khoảnh khắc của cuộc thi.

### Buổi chụp hình
- Tập 1: Ảnh chân dung và toàn thân (casting)
- Tập 2: Người nổi tiếng trên đại lộ danh vọng Hollywood
- Tập 3: Điệp viên quyến rũ theo nhóm cho Maybelline
- Tập 4: Thây ma trong bệnh viện
- Tập 5: Nàng tiên cá khỏa thân
- Tập 6: Tạo dáng với bò sát ở hoang mạc Mojave
- Tập 7: Haute couture trên bãi biển với 2 người mẫu nam khỏa thân
- Tập 8: Người mẹ thời trang với con với chiếc Mercedes Benz
- Tập 9: Sơn người và tạo dáng trên dây cho Reebok EasyTone
- Tập 11: Ảnh bìa tạp chí Elle